# Bois-Guillaume
Bois-Guillaume es una comuna francesa, situada en la región de Normandía y en el departamento de Sena Marítimo.

## Historia
El 1 de enero de 2012 Bois-Guillaume pasó a ser una comuna delegada de la comuna nueva de Bois-Guillaume-Bihorel al fusionarse con la comuna de Bihorel; y  posteriormente, el 1 de enero de 2014, volvió a su estatus anterior por fallo de 28 de mayo de 2013  de la 4ª sala del Tribunal Administrativo de Ruan, por la que la comuna nueva de Bois-Guillaume-Bihorel fue suprimida.

## Demografía
| Gráfica de evolución demográfica de Bois-Guillaume entre 1800 y 2014 |
|                                                                      |

Los datos demográficos contemplados en este gráfico de la comuna de Bois-Guillaume se han cogido de 1800 a 1999 de la página francesa EHESS/Cassini, y los demás datos de la página del INSEE.